# Sigismondo Chigi
Sigismondo Chigi (Roma, 19 agosto 1649 – Roma, 30 aprile 1678) è stato un cardinale italiano.

## Biografia
Nacque nel 1649 a Roma, figlio di Augusto Chigi e di Francesca Piccolomini di Triana. Sigismondo era nipote di papa Alessandro VII e cugino del cardinale Flavio Chigi. A sottolineare l'importanza della famiglia Chigi, altri due suoi pronipoti diventarono cardinali: Flavio Chigi nel 1753 e Flavio Chigi nel 1853.
Educato dallo zio, divenne cavaliere dell'Ordine di Malta. Tra il 1655 ed il 1667, sotto il pontificato di papa Alessandro VII, fu priore dell'Ordine a Roma.
Papa Clemente IX lo elevò al rango di cardinale nel concistoro del 12 dicembre 1667 e fino alla nomina del cardinale Pietro Francesco Orsini, effettuata da Clemente X, è stato il porporato italiano più giovane.
Morì il 30 aprile 1678 all'età di 28 anni nel suo Palazzo romano in Piazza Colonna. Il funerale fu celebrato il 2 maggio successivo nella basilica di Santa Maria del Popolo e fu sepolto nella cappella Chigi della stessa chiesa.

## Ascendenza
|                        |   |                    | Genitori          |  |  | Nonni |  |  | Bisnonni    |  |  | Trisnonni        |  |
|                        |   |                    |                   |  |  |       |  |  | Mario Chigi |  |  | Sigismondo Chigi |  |
|                        |   |                    |                   |  |  |       |  |  | Mario Chigi |  |  | Sigismondo Chigi |  |
|                        |   | Sulpizia Petrucci  |                   |  |  |       |  |  | Mario Chigi |  |  |                  |  |
| Flavio Chigi           |   |                    |                   |  |  |       |  |  | Mario Chigi |  |  |                  |  |
|                        |   | Agnese Bulgarini   | Antonio Bulgarini |  |  |       |  |  |             |  |  |                  |  |
|                        |   | Agnese Bulgarini   | Antonio Bulgarini |  |  |       |  |  |             |  |  |                  |  |
|                        |   | Agnese Bulgarini   | Camilla Borghese  |  |  |       |  |  |             |  |  |                  |  |
| Augusto Chigi          |   | Agnese Bulgarini   |                   |  |  |       |  |  |             |  |  |                  |  |
|                        |   | Alessandro Marsili | Cesare Marsili    |  |  |       |  |  |             |  |  |                  |  |
|                        |   | Alessandro Marsili | Cesare Marsili    |  |  |       |  |  |             |  |  |                  |  |
|                        |   | Alessandro Marsili | Filomena Petrucci |  |  |       |  |  |             |  |  |                  |  |
| Laura Marsili          |   | Alessandro Marsili |                   |  |  |       |  |  |             |  |  |                  |  |
|                        |   | Ersilia Passionei  | Paolo Passionei   |  |  |       |  |  |             |  |  |                  |  |
|                        |   | Ersilia Passionei  | Paolo Passionei   |  |  |       |  |  |             |  |  |                  |  |
|                        |   | Ersilia Passionei  | Aurelia Rovarella |  |  |       |  |  |             |  |  |                  |  |
| Sigismondo Chigi       |   | Ersilia Passionei  |                   |  |  |       |  |  |             |  |  |                  |  |
|                        | … | …                  |                   |  |  |       |  |  |             |  |  |                  |  |
|                        | … | …                  |                   |  |  |       |  |  |             |  |  |                  |  |
|                        | … | …                  |                   |  |  |       |  |  |             |  |  |                  |  |
| Bernardino Piccolomini | … |                    |                   |  |  |       |  |  |             |  |  |                  |  |
|                        |   | …                  | …                 |  |  |       |  |  |             |  |  |                  |  |
|                        |   | …                  | …                 |  |  |       |  |  |             |  |  |                  |  |
|                        |   | …                  | …                 |  |  |       |  |  |             |  |  |                  |  |
| Francesca Piccolomini  |   | …                  |                   |  |  |       |  |  |             |  |  |                  |  |
|                        |   | …                  | …                 |  |  |       |  |  |             |  |  |                  |  |
|                        |   | …                  | …                 |  |  |       |  |  |             |  |  |                  |  |
|                        |   | …                  | …                 |  |  |       |  |  |             |  |  |                  |  |
| Vittoria Petrucci      |   | …                  |                   |  |  |       |  |  |             |  |  |                  |  |
|                        |   | …                  | …                 |  |  |       |  |  |             |  |  |                  |  |
|                        |   | …                  | …                 |  |  |       |  |  |             |  |  |                  |  |
|                        |   | …                  | …                 |  |  |       |  |  |             |  |  |                  |  |
|                        |   | …                  |                   |  |  |       |  |  |             |  |  |                  |  |